# Cristina de Hessen
Cristina de Hessen —Christine von Hessen (alemany)— (Kassel, 29 de juny de 1543 -Kiel, 13 de maig de 1604) fou una princesa de la Casa de Hessen, filla del landgravi Felip I de Hessen (1504-1567) i de Cristina de Saxònia (1505-1549).
La seva mare va morir quan només tenia sis anys, de manera que la seva tia Elisabet de Hessen es va fer càrrec de la seva educació, molt estricta segons els cànons de la Reforma. Va rebre una proposta de casament per part del rei de Suècia Eric XIV, però el seu pare va preferir optar per un dels seus homes de confiança com a marit de la seva filla.
Cristina es va encarregar d'educar diligentment els seus fills. Com a duquessa va donar suport a la construcció de diverses esglésies i escoles i va establir beques per a estudiants de teologia. Després de la mort del seu marit, va establir la residència al castell de Kiel des d'on va defensar els interessos familiars, donant suport al seu fill Felip en els seus drets sobre el ducat. Va escriure textos i cançons de caràcter religiós, com els Psalms (Slesvig, 1590) i el llibre Prayer (Lübeck, 1601).
El 17 de desembre de 1564 es va casar amb al palau de Gottorp amb Adolf I de Schleswig-Holstein-Gottorp (1526-1586), fill del rei Frederic I de Dinamarca (1471-1533) i de la seva segona dona Sofia de Pomerània (1498-1568). El matrimoni va tenir deu fills:
- Frederic (1568-1587).
- Sofia (1569-1634), casada amb el duc Joan VII de Mecklenburg-Schwerin (1558-1592).
- Felip (1570-1590).
- Cristina (1573-1625), casada amb el rei de Suècia Carles IX (1550-1611).
- Elisabet (1574-1587).
- Joan Adolf (1575-1616), arquebisbe de Bremen i bisbe de Lübeck, casat amb la princesa Augusta de Dinamarca (1580-1639).
- Anna (1575-1625), casada amb Enno III d'Ostfriesland.
- Cristià (1576-1577).
- Agnès (1578-1627).
- Joan Frederic (1579-1634), arquebisbe de Bremen i bisbe de Verden.